# Legge dei titoli di Betteridge
La legge dei titoli di Betteridge è il nome di un'espressione che recita: "a ogni titolo che termina con un punto interrogativo si può rispondere no". Prende il nome da Ian Betteridge, un giornalista tecnologico britannico, anche se il principio è più vecchio. In modo simile a "leggi" analoghe (come la legge di Murphy), va inteso più come una battuta e non preso alla lettera.

## Storia
La massima è stata citata con altri nomi fin dal 1991, quando una compilation di varianti della legge di Murphy la chiamò legge di Davis, un nome che affiora anche online, senza alcuna spiegazione di chi fosse Davis. È stata anche chiamata semplicemente "principio giornalistico" e nel 2007 vi è stato fatto riferimento come "un vecchio luogo comune tra i giornalisti".
Il nome di Ian Betteridge è stato associato al concetto dopo che egli ne discusse in un articolo del febbraio 2009, in cui esaminò un precedente articolo di TechCrunch dal titolo Did Last.fm Just Hand Over User Listening Data To the RIAA? :
Un'osservazione analoga è stata fatta dal direttore di un giornale britannico, Andrew Marr, nel suo libro del 2004 My Trade, tra i suggerimenti di come il lettore dovrebbe interpretare gli articoli di giornale:

## Fuori dal giornalismo
Nel campo della fisica delle particelle il concetto è noto come regola di Hinchliffe, dal fisico Ian Hinchliffe, che ha affermato che se il titolo di una ricerca è in forma di domanda "sì-no", la risposta a questa domanda sarà "no". L'adagio ha portato a uno studio umoristico sul paradosso del bugiardo nel 1988, che portava il titolo "La regola di Hinchliffe è vera?". Tuttavia almeno un articolo ha rilevato che tale "legge" non si applica alla letteratura di ricerca.